# Lajkovac
Lajkovac (en serbe cyrillique : Лајковац) est une ville et une municipalité de Serbie situées dans le district de Kolubara. Au recensement de 2011, la ville comptait 3 203 habitants et la municipalité dont elle est le centre 15 341.

## Géographie
Lajkovac est situé dans la vallée de la Kolubara, à proximité de l'Ibarska magistrala, la voie de communication principale qui conduit de la Serbie au Monténégro.

## Localités de la municipalité de Lajkovac

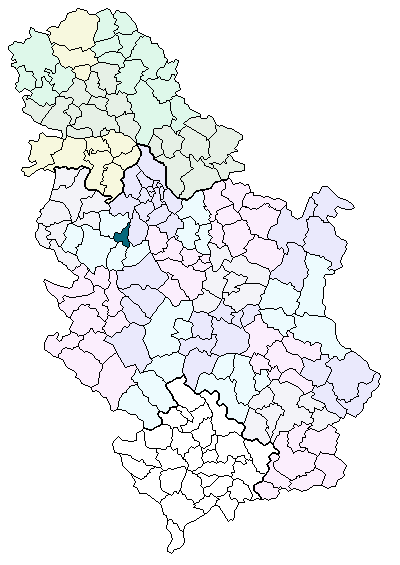
Localisation de la municipalité de Lajkovac en Serbie

La municipalité de Lajkovac compte 19 localités :
| - Bajevac - Bogovađa - Vračević - Donji Lajkovac - Jabučje - Lajkovac - Lajkovac (selo) - Mali Borak - Markova Crkva - Nepričava | - Pepeljevac - Pridvorica - Ratkovac - Rubribreza - Skobalj - Slovac - Stepanje - Strmovo - Ćelije |

Lajkovac est officiellement classée parmi les « localités urbaines » (en serbe : градско насеље et gradsko naselje) ; toutes les autres localités sont considérées comme des « villages » (село/selo).

## Démographie

### Ville

#### Évolution historique de la population dans la ville
| 1948  | 1953  | 1961  | 1971  | 1981  | 1991  | 2002  | 2011  |
| ----- | ----- | ----- | ----- | ----- | ----- | ----- | ----- |
| 1 500 | 1 683 | 2 677 | 3 044 | 3 188 | 3 428 | 3 443 | 3 203 |

## Politique

### Élections locales de 2004
À la suite des élections locales serbes de 2004, les 35 sièges de l'Assemblée municipale se répartissaient de la manière suivante :
| Parti                                       | Sièges |
| ------------------------------------------- | ------ |
| Parti démocratique                          | 8      |
| Parti socialiste de Serbie                  | 7      |
| Parti démocratique de Serbie                | 6      |
| Parti radical serbe                         | 4      |
| Coalition « Pour Lajkovac et les villages » | 3      |
| Nouvelle Serbie                             | 3      |
| G17 Plus                                    | 2      |
| Mouvement Force de la Serbie                | 2      |

Vladan Čolović, membre du Parti démocratique du président Boris Tadić, a été élu président (maire) de la municipalité de Lajkovac.

### Élections locales de 2008
À la suite des élections locales serbes de 2008, les 35 sièges de l'Assemblée municipale se répartissaient de la manière suivante :
| Parti                                        | Sièges |
| -------------------------------------------- | ------ |
| Parti démocratique de Serbie-Nouvelle Serbie | 12     |
| Parti démocratique                           | 11     |
| Liste Dragan Marković                        | 6      |
| Parti radical serbe                          | 4      |
| Parti socialiste de Serbie                   | 2      |

Dušan Živanović, membre du Parti démocratique de Serbie de l'ancien premier ministre Vojislav Koštunica, a été élu président de la municipalité. Sa majorité est composée des partis suivants : Parti démocratique de Serbie, Nouvelle Serbie, Parti radical serbe et Parti socialiste de Serbie.